# Keiynan Lonsdale

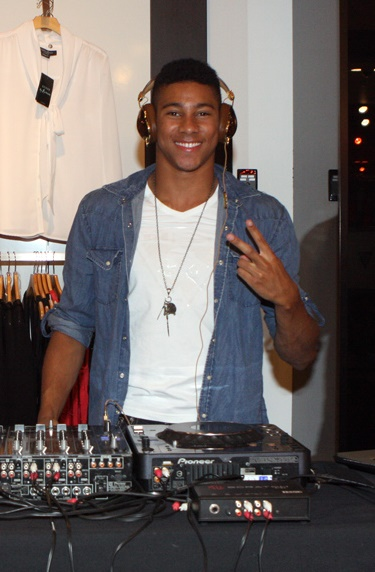
Keiynan Lonsdale (2012)

Keiynan Lonsdale (* 19. Dezember 1991 in Sydney) ist ein australischer Schauspieler, Tänzer und Sänger.

## Leben
Keiynan Lonsdale wurde im Dezember 1991 in Sydney geboren und wuchs als jüngstes von sechs Geschwistern, drei Brüdern und zwei Schwestern, auf.
Seine erste Schauspielerfahrung machte Lonsdale 2007 in dem Mockumentary-Film Razzle Dazzle: A Journey into Dance. Im darauffolgenden Jahr konnte er sich eine Episodenrolle als Corey in der elften Staffel der Krankenhausserie All Saints sichern. 
Bekanntheit erlangte er 2012 mit der Nebenrolle des Oliver „Ollie“ Lloyd in der Jugendserie Dance Academy – Tanz deinen Traum! Mit Beginn der dritten Staffel wurde er zum Hauptdarsteller befördert. Im September 2013 wurde die Serie nach der dritten Staffel eingestellt. Im Mai 2014 veröffentlichte er seine erste Single One and Only. In dem 2015 erschienenen Science-Fiction-Film Die Bestimmung – Insurgent übernahm Lonsdale die Rolle des Uriah Pedrad. Dieselbe Rolle übernahm er auch 2016 in der Fortsetzung Die Bestimmung – Allegiant.
Von 2015 bis 2018 verkörperte er eine Hauptrolle als Wally West in den The-CW-Science-Fiction-Action-Fernsehserien The Flash und Legends of Tomorrow.

## Filmografie (Auswahl)
- 2007: Razzle Dazzle: A Journey into Dance
- 2008: All Saints (Fernsehserie, Episode 11x24)
- 2012–2013: Dance Academy – Tanz deinen Traum! (Dance Academy, Fernsehserie, 26 Folgen)
- 2015: Die Bestimmung – Insurgent (The Divergent Series: Insurgent)
- 2015–2018, 2020, 2023: The Flash (Fernsehserie, 45 Folgen)
- 2016: Die Bestimmung – Allegiant (The Divergent Series: Allegiant)
- 2017: Dance Academy – Das Comeback (Dance Academy: The Movie)
- 2017: Supergirl (Fernsehserie, Folge 3x08)
- 2017–2018: Legends of Tomorrow (Fernsehserie, 9 Folgen)
- 2018: Love, Simon
- 2020: Love, Victor (Fernsehserie, Folge 1x08)
- 2020: Work It
- 2022: My Fake Boyfriend